# NGC 3972
NGC 3972 је спирална галаксија у сазвежђу Велики медвед која се налази на NGC листи објеката дубоког неба.
Деклинација објекта је + 55° 19' 12" а ректасцензија 11h 55m 45,3s. Привидна величина (магнитуда) објекта NGC 3972 износи 12,1 а фотографска магнитуда 12,9. Налази се на удаљености од 18,806 милиона парсека од Сунца. NGC 3972 је још познат и под ознакама UGC 6904, MCG 9-20-32, CGCG 269-16, IRAS 11531+5535, PGC 37466.